# RFL Championship 1961-62
El Championship de 1961-62 fue la 67.º edición del torneo de rugby league más importante de Inglaterra.

## Formato
Los equipos se enfrentaron en formato de todos contra todos, los primeros cuatro equipos clasificaron a postemporada.
Se otorgaron 2 puntos por cada victoria, 1 por el empate y 0 por la derrota.

## Desarrollo

### Tabla de posiciones
| Pos. | Equipo               | Encuentros | Encuentros | Encuentros | Encuentros | Puntos |
| Pos. | Equipo               | PJ         | PG         | PE         | PP         | Puntos |
| ---- | -------------------- | ---------- | ---------- | ---------- | ---------- | ------ |
| 1    | Wigan Warriors       | 36         | 32         | 1          | 3          | 65     |
| 2    | Wakefield Trinity    | 36         | 32         | 1          | 3          | 65     |
| 3    | Featherstone Rovers  | 36         | 28         | 1          | 7          | 57     |
| 4    | Huddersfield Giants  | 36         | 25         | 2          | 9          | 52     |
| 5    | Workington Town      | 36         | 25         | 0          | 11         | 50     |
| 6    | Widnes Vikings       | 36         | 25         | 0          | 11         | 50     |
| 7    | Leeds Rhinos         | 36         | 25         | 0          | 11         | 50     |
| 8    | Hull Kingston Rovers | 36         | 24         | 0          | 12         | 48     |
| 9    | St Helens RFC        | 36         | 23         | 0          | 13         | 46     |
| 10   | Oldham               | 36         | 22         | 1          | 13         | 45     |
| 11   | Swinton Lions        | 36         | 21         | 1          | 14         | 43     |
| 12   | Castleford Tigers    | 36         | 21         | 0          | 15         | 42     |
| 13   | Bramley RLFC         | 36         | 19         | 4          | 13         | 42     |
| 14   | Warrington Wolves    | 36         | 19         | 2          | 15         | 40     |
| 15   | Halifax RLFC         | 36         | 18         | 3          | 15         | 39     |
| 16   | Hull FC              | 36         | 18         | 1          | 17         | 37     |
| 17   | Leigh Centurions     | 36         | 17         | 0          | 19         | 34     |
| 18   | Barrow Raiders       | 36         | 14         | 1          | 21         | 29     |
| 19   | Keighley Cougars     | 36         | 13         | 2          | 21         | 28     |
| 20   | York FC              | 36         | 12         | 1          | 23         | 25     |
| 21   | Salford Red Devils   | 36         | 12         | 1          | 23         | 25     |
| 22   | Whitehaven RLFC      | 36         | 11         | 2          | 23         | 24     |
| 23   | Blackpool Borough    | 36         | 11         | 1          | 24         | 23     |
| 24   | Rochdale Hornets     | 36         | 9          | 4          | 23         | 22     |
| 25   | Hunslet FC           | 36         | 10         | 1          | 25         | 21     |
| 26   | Batley Bulldogs      | 36         | 9          | 2          | 25         | 20     |
| 27   | Dewsbury Rams        | 36         | 8          | 2          | 26         | 18     |
| 28   | Doncaster RLFC       | 36         | 8          | 1          | 27         | 17     |
| 29   | Liverpool Stanley    | 36         | 6          | 0          | 30         | 12     |
| 30   | Bradford Northern    | 36         | 5          | 1          | 30         | 11     |

|  | Clasificados a postemporada. |

### Postemporada

#### Semifinal
| 5 de mayo de 1962 | Wakefield Trinity | 13 - 8 | Featherstone Rovers |  |  |

| 5 de mayo de 1962 | Wigan Warriors | 11 - 13 | Huddersfield Giants |  |  |

#### Final
| 19 de mayo de 1962 | Huddersfield Giants | 14 - 5 | Wakefield Trinity | Odsal Stadium, Bradford |  |

| Bandera de Inglaterra       |
| Campeón Huddersfield Giants |
| Séptimo título              |